# إد ساندرز (كاتب)
إدوارد ساندرز (بالإنجليزية: Ed Sanders)‏ (وُلد 17 أغسطس 1939) هو شاعر ومغنٍّ أمريكي، وناشط اجتماعي وبيئي، ومؤلف وناشر، وعضو قديم بفرقة «ذا فَغْز» الغنائية. وُصف بأنه جسْر بين جيل البِيت وجيل الهيبيز. ويُعَد أنه كان نشيطًا «حاضرًا في ميلاد ثقافة الستينيات المضادة».

## سيرته
وُلد في كانساس سيتي بولاية ميزوري. وفي 1958 هدَر دراسته بجامعة ميزوري، وسافر متطفِّلًا إلى قرية غرينتش ليدرس بجامعة نيويورك، التي تخرَّج فيها عام 1964 بشهادة في اللغة اليونانية.
كتب أولى قصائده البارزات، «قصيدة من السجن»، على ورقة مرحاض في زنزانته، بعدما اعتُقل لاحتجاجه على إطلاق غواصات مسلَّحة برؤوس نووية في 1961. في 1962 أسس دورية «فاك يو: مجلة للفنون» الطلائعية. وافتتح متجر كتب «بيس آي» في 383 بالشارع العاشر الشرقي، في ما كان حينئذ «الجانب الشرقي الأدنى»، وصار المتجر ملتقًى للبوهيميين والكتّاب والراديكاليين. في 1 يناير 1966 داهمت الشرطة المتجر، واتهمت ساندرز بالفُحش، تهمة ردّها ساندرز بمساعدة الاتحاد الأمريكي للحريات المدنية. هذه الواقعة شهرته، فظهر في 17 فبراير 1967 على غلاف مجلة لايف، التي وصفته بأنه «رائد ثقافة نيويورك الأخرى».
وفي أواخر 1964 أسس مع تولي كُبفِربِرغ فرقة ذا فغز، التي انحلّت في 1969، وأُعيدت في 1984. في 21 أكتوبر 1967 أثناء «المسيرة على البنتاغون» التابعة للجنة التعبئة الوطنية لإنهاء حرب فيتنام، ساعد ساندرز فرقة ذا فَغْز و«حفَّاري سان فرانسيسكو» على «تعزيم» البنتاغون. وفي 1968 وقّع «احتجاج الكتاب والمحررين على ضريبة الحرب»، متعهدًا بعدم دفع الضريبة احتجاجًا على حرب فيتنام.
في 1971 كتب ساندرز ذا فاميلي، وهي نبذة عن الأحداث المؤدية إلى قتل تيت ولابيانكا. وحضر محاكمة جماعة مانسون، وأنفق وقتًا في محل إقامتهم بمزرعة سبان. صدر للأُكتوبة تحديثان، آخرهما في 2002. قاضت «كنيسة الصيرورة للحساب الأخير» دار نشر ساندرز الأمريكية بدعوى التشهير في فصل ربط بينها وبين نشاطات مانسون. سَوَّت الدار القضية بإزالة الفصل المتنازع فيه من الإصدارات اللاحقة. بعدئذ قاضت الكنيسة دار نشره البريطانية، لكنها خسرت واضطُرت إلى دفع الأتعاب القانونية التي تجشمها المدعى عليه.
ساندرز هو مؤسس حركة «الشعر الاستقصائي». وكتابه الشعر الاستقصائي (1976)، الذي نشرته دار «سيتي لايتس بوكس» التابعة للورنس فِرلنغهتي، أثر في الكتابة والشعر الاستقصائيَين في العقود اللاحقة. في تسعينيات القرن العشرين بدأ يستعمل مبادئ الشعر الاستقصائي في سلسلة من القصائد المطوَّلة -كِتابيّة الحجم- عن الشخصيات الأدبية والتاريخ الأمريكي. منها تشيخوف 1968: تاريخ في قصيدة، وشعر آلن غينسبرغ وحياتها. في 1998 بدأ يكتب كتابه البالغ 9 مجلدات أمريكا: تاريخ في قصيدة. أول 5 مجلدات عن تاريخ القرن العشرين، ونُشرت في أسطوانات إلكترونية، بصفحات تتعدى 2,000.

## وصلات خارجية
- إد ساندرز على موقع IMDb (الإنجليزية)
- إد ساندرز على موقع ميوزك برينز (الإنجليزية)
- إد ساندرز على موقع ديسكوغز (الإنجليزية)
- إد ساندرز على موقع قاعدة بيانات الفيلم (الإنجليزية)